# Insight (album de Mike Mainieri)
Pour les articles homonymes, voir Insight.
Albums de Mike Mainieri
Blues on the Other Side
(1962) Journey Through an Electric Tube
(1968)
Insight est un album du vibraphoniste de jazz américain Mike Mainieri sorti en 1967.

## Liste des titres
| No | Titre                   | Musique        | Durée |
| -- | ----------------------- | -------------- | ----- |
| 1. | Autumn Leaves           | Joseph Kosma   | 7:00  |
| 2. | Skating in Central Park | John Lewis     | 8:00  |
| 3. | Rain Child              | Mike Mainieri  | 6:00  |
| 4. | On the trail            | Harold Adamson | 6:47  |
| 5. | Instant Garlic          | Mike Mainieri  | 6:35  |
| 6. | Minnesota Thins         | Lynn Christie  | 2:45  |
| 7. | La Plus Que Lente       | Claude Debussy | 5:00  |